# LIGHT COLLECTION
『LIGHT COLLECTION』（ライトコレクション）は1983年3月21日に発売された、原田真二3作目のベスト・アルバム。

## 概要
- 所属していたポリドール・レコード移籍に伴い発売されたベスト。
- シングルA面4曲・B面2曲＋アルバム『HUMAN CRISIS』から3曲、『ENTRANCヨ』から2曲をセレクト。全11曲の構成。

## 収録曲
- 全作詞・作曲・編曲：原田真二

### SIDE A
1. DANCER　（3分45秒）
2. WOO LADY STOP　（6分1秒）
3. LIFE　（3分18秒）
4. 街で散歩　（5分6秒）
5. EVERY SUNDAY　（4分1秒）

### SIDE B
1. ANY WAY　（3分41秒）
2. SORRY KYOFULL　（3分19秒）
3. 熱思考 -She became cold-　（3分54秒）
4. STRAWBERRY NIGHT　（2分52秒）
5. HAPPINESS　（3分42秒）
6. 旅人よ （Human Crisis）　（3分45秒）